# Electroboom
Mehdi Sadaghdar (tiếng Ba Tư: مهدی صدقدار, đã Latinh hoá: Mehdī Ṣadaqdār; sinh ngày 13 Tháng 1 năm 1977), được biết đến trên YouTube là ElectroBOOM, là một kỹ sư điện, diễn viên hài, và là một YouTuber.

## Tiểu sử
Sadaghdar được sinh tại Iran vào năm 1977 và hiện đang ở Vancouver, British Columbia, Canada. Anh có bằng Cử nhân Khoa học Ứng dụng từ trường Đại học Tehran năm 1999 và là Thạc sĩ Khoa học Ứng dụng từ trường Simon Fraser University năm 2006.